# 坂爪厚生
坂爪 厚生（さかづめ あつお、1941年（昭和16年） - ）は、日本の銅版画家。群馬県沼田市生まれ。

## 略歴
群馬県立沼田高等学校を経て、1965年、京都大学工学部合成化学科を卒業。大学在学中より西洋画に興味を持ち始め、はじめは油画や半立体の作品を制作していたが1968年頃からメゾチント技法による銅版画を始める。1970年からは日本版画協会展への出品を始め、以降連年同会展に出品し、1974年に同会会員となり現在に至る。1985年には大英博物館で開催された現代日本版画展に出品した。

## 受賞歴
- 1973年　日本版画協会展・会友賞
- 1974年　第5回版画グランプリ展・グランプリ、ニューハンプシャー国際グラフィックス展・受賞
- 1976年・1982年　京展賞
- 1978年　須田賞
- 1980年　京都洋画版画選抜展・買上賞
- 1983年　第2回バルナ国際版画ビエンナーレ展・買上賞

## 個展
- 『黒の変容』シリーズ（2014年～ ）

## 収蔵
京都市美術館、京都国立近代美術館、京都文化博物館、大阪府立現代美術センター、東京都現代美術館、福岡市美術館、栃木県立美術館、愛知県美術館、大分県立美術館、いわき市立美術館、青梅市立美術館、大英博物館、スミソニアン博物館　他